# بونياكوتي
 بونياكوتي  تم إصداره أيضًا باسم الأم الصادقة، هو فيلم رسوم متحركة هندي باللغة السنسكريتية لعام 2020 من إخراج رافيشانكار فينكاتيسواران. وهو أول فيلم رسوم متحركة باللغة السنسكريتية.
بونياكوتي هو اقتباس لكتاب مصور للأطفال كتبه رافيشانكار، وتم إنتاجه من خلال التعهيد الجماعي وهو أول فيلم رسوم متحركة باللغة السنسكريتية. حصل الفيلم على شهادة من المجلس المركزي لتصديق الأفلام في 18 مارس 2020، ولكن توقف عرضه في دور العرض بسبب جائحة كورونا. أخيرًا، عرض الفيلم لأول مرة من خلال منصة البث فيمو عبر الإنترنت في 25 مارس 2020، وأضافت نتفليكس الفيلم إلى منصتها في 31 مارس 2020.

## ملخص
يستند فيلم بونياكوتي إلى أغنية شعبية شهيرة في ولاية كارناتاكا مكتوبة باللغة الكانادية حول بقرة تقول الحقيقة في جميع الأوقات. تصور القصة الصراع بين الإنسان والحيوان بشكل ترفيهي وغني بالمعلومات. يحمل الفيلم رسالة الصدق والعيش في وئام مع الطبيعة. تدور أحداث القصة في كارونادو، وهي قرية تقع على ضفاف نهر كافيري خلال الفترة الفيدية. المصدر الأصلي للأغنية الشعبية هو الفصل الثامن عشر من سريشتيخاند لبادما بورانا.

## الإصدار
كان من المقرر إطلاق فيلم بونياكوتي لأول مرة في عام 2016 ولكن تم تأجيله لاحقًا إلى عام 2018. تم عرض الفيلم في بازار الأفلام 2019. كان من المقرر عرض الفيلم في المسرح في أبريل 2020 ولكن تم إيقافه بسبب جائحة فيروس كورونا وتم إصداره رقميًا على نتفلكيس في نفس الشهر.  

## مواقع خارجية
- الموقع الرسمي